# Shogo Yoshikawa
Shogo Yoshikawa (吉川 翔梧 Yoshikawa Shōgo?), född 8 april 1995 i Chiba prefektur, är en japansk fotbollsspelare.
Yoshikawa började sin karriär 2014 i Zweigen Kanazawa. 2016 flyttade han till Vanraure Hachinohe. Han spelar sedan 2020 i den litauiska klubben FK Banga Gargždai.